# 1999年自由民主党総裁選挙
1999年自由民主党総裁選挙（1999ねんじゆうみんしゅとうそうさいせんきょ）は、1999年9月21日に行われた日本の自由民主党の党首である総裁の選挙である。

## 概要
1997年自由民主党総裁選挙（現職の橋本龍太郎の無投票再選）の任期満了に伴い実施された。前年の1998年自由民主党総裁選挙で初当選した現職の小渕恵三は無投票再選を強く望み、特に加藤派を継承したばかりの加藤紘一には後継者の座を匂わせながら懐柔したが、加藤はこれを無視、盟友で山崎派会長の山崎拓とともに出馬し、選挙が実施された。加藤はすでに将来の総裁の有力候補と目されており、ポスト小渕をアピールする絶好の場と考え、落選は織り込み済みであったが、総裁選後に挙党態勢が敷かれることを期待して「さわやかな政策論争」を盛んにアピールした。
結果は想定通り小渕が勝利したが、小渕は自らに歯向かった加藤を許さず、直後の人事で加藤派を徹底的に冷遇した。これが翌年の加藤の乱につながることになる。
他方、清和会（森派）は会長である森喜朗が幹事長として小渕を支える立場だったこともあり早々に出馬を見送って派として小渕を支持し、過去2回の総裁選に出馬していた小泉純一郎もそれに従った。翌年小渕が病に倒れると、引き続き幹事長を務めていた森に首相の座が回ってきた。そして「加藤の乱」では森を派閥会長として支えていた小泉が乱の鎮圧にあたり、結果的に翌年自ら首相の座を得た。
このように、この総裁選は後の政局の重要な伏線を幾つも孕んでいたことになる。なお、この時派閥会長の森に強く出馬を迫ったのが、当時当選2回の若手だった安倍晋三である。安倍は後に自分も若かったと苦笑しながら「私たち若手の要求どおり、森さんが対抗馬で出ていたら後継首相になれなかったかもしれない。あのとき出馬した加藤さんは結局、首相になれなかった」と述懐している。

## 立候補者
- 小渕恵三（小渕派）
- 加藤紘一（加藤派）
- 山崎拓（山崎派）

## 選挙結果
| 候補者   | 得票数 | 議員票 | 党員算定票 |
| -------- | ------ | ------ | ---------- |
| 小渕恵三 | 350票  | 253票  | 97票       |
| 加藤紘一 | 113票  | 85票   | 28票       |
| 山崎拓   | 51票   | 33票   | 18票       |

## 当選者
- 小渕恵三